# Nycteola minutum
Nycteola minutum är en fjärilsart som beskrevs av Turner 1902. Nycteola minutum ingår i släktet Nycteola och familjen trågspinnare. Inga underarter finns listade i Catalogue of Life.